# Beli Breg (Aleksinac)
Beli Breg (Servisch: Бели Брег) is een plaats in de Servische gemeente Aleksinac. De plaats telt 269 inwoners (2002).